# Meyer Kupferman
Meyer Kupferman (* 2. Juli 1926 in New York City; † 26. November 2003 in Rhinebeck (New York)) war ein US-amerikanischer Klarinettist, Komponist und Musikpädagoge, dessen Kompositionen von seiner osteuropäischen Herkunft und dem Jazz beeinflusst waren.

## Leben
Kupferman begann seine Karriere als Jazzmusiker; er trat in Clubs und Bars im Raum Coney Island auf und arrangierte in den 1940er Jahren für Jazzbands. Er studierte Musiktheorie, Kammermusik und Orchestermusik an der New Yorker High School of Music and Art sowie am Queens College. Als Komponist war er hingegen Autodidakt. Seine frühe Oper In a Garden wurde in Tanglewood und beim Edinburgh Festival aufgeführt. Ab Ende der 1950er-Jahre bezog er die Zwölftontechnik in seine Kompositionen ein; dabei benutzte er Ostinatos und Elemente der Improvisation.
Kupferman schrieb sechs Sinfonien, sechs Werke für Streichquartett und drei Opern. Angefangen von seiner Sonata with jazz elements (1958) entstanden zahlreiche atonale Werke, die Jazzelemente aufnahmen. Teilweise waren sie für klassische Musiker konzipiert; manche Werke wie seine Jazz Symphony (1988) verlangten aber auch die Kombination von klassischen Orchestermusiker und Jazzsolisten. Hauptberuflich unterrichtete er zwischen 1951 und 1993 am Sarah Lawrence College in Yonkers Komposition und leitete dort ein Improvisationsensemble. Zu seinen Schülern zählen Binnette Lipper und Michael Small.
Seine Musik erlebte zahlreiche internationale Aufführungen und Aufnahmen, u. a. durch das American Composers Orchestra. Der Klarinettist Charles Neidich führte sein Soloklarinettenwerk Moonflowers, Baby auf. Kupferman gab mit seinem Jazz String Quartet ein Gastspiel während der Johnson-Ära im Weißen Haus. Seine Violin Fantasy wurde von Itzhak Perlman im Metropolitan Museum of Art aufgeführt. Ferner arbeitete er mit Martha Graham und Pearl Lang sowie als Filmkomponist für Filme wie Explosion des Schweigens (1961), Black Like Me (1964), Hallelujah the Hills und die Truman-Capote-Adaption Trilogy (1969). 1992 veröffentlichte er sein Lehrbuch Atonal jazz: A Systematic Approach to Atonal Jazz Improvisation.
Kupferman erhielt zahlreiche Auszeichnungen, darunter von der Guggenheim-Stiftung. Sein Nachlass wird im Lincoln Center aufbewahrt.

## Werke (Auswahl)
- Concertino for 11 Brass Instruments
- Infinities Twenty-Two for Trumpet & Piano
- Kierkegaard for Four (4) Tubas
- Madrigal for Brass Quartet. (2) Trumpets & (2) Trombones
- Mega rare Atonality
- Pico (among the smallest particles) for Piano
- Short Suite: Second Thoughts
- Symphony Variations Ostinato 1964
- 3 Non-Objectives for Piano